# Lu Chuanlin
Lu Chuanlin (chinois traditionnel : 鹿傳霖 ; chinois simplifié : 鹿传霖 ; pinyin : lù chuánlín), né en 1836 dans le Xian de Dingxing de la province du Zhili (aujourd'hui dans celle du Hebei) et décédé en 1910 est un dirigeant politique de la dynastie Qing.

## Biographie
Le chef tribal Gönpo Namgyal, pris le pouvoir sur l'ensemble du Kham à partir de la fin des années 1840. Il repoussa une attaque des Qing en 1849. À partir de 1862, il impose des contraintes aux routes de commerce et de communication entre Lhassa et Pékin, au service postal officiel des Qing, et à l'approvisionnement des troupes chinoises situées au Tibet central. qui contribua à la prise de pouvoir de Lhassa, sur le Kham, après y avoir déployé des troupes et tué Gönpo Namgyal en 1865. Lu Chuanlin suggère alors à l'Empereur de remplacer les chefs tribaux des minorités locales par des officiels Han, afin de mieux contrôler la situation à la frontière sino-tibétaine. L'Empereur refuse, craignant de froisser les relations avec Lhassa.